# بیتریس فریرا
بیتریس فریرا (پرتغالی: Beatriz Ferreira؛ زادهٔ ۹ دسامبر ۱۹۹۲) بوکسور اهل برزیل است.